# オーストラリア動物園
オーストラリア動物園（オーストラリアどうぶつえん、Australia Zoo）は、オーストラリア・クイーンズランド州ビーアワーにある私立動物園である。

## 歴史
1970年にボブ・アーウィン、リン・アーウィン夫妻がビーアワーに爬虫類専門の動物公園である“ビーアワー爬虫類公園”を設立したのが始まりである。それ以降、夫妻の手により、増改築しながら園を大きくしていった。1980年代に入り、大きく発展した園をクイーンズランド爬虫類・動物公園 (Queensland Reptile and Fauna Park) と名称を変更する。
その後、2人の息子スティーブ・アーウィンも経営に加わるようになる。スティーブが加わった後に、クロコダイル環境公園 (Crocodile Environment Park) を設置し、その後、イリエワニ（クロコダイル）の餌付けが観られる場所として有名になるとともに、スティーブもイリエワニの保護、捕獲に乗り出し、次第に“クロコダイルハンター”スティーブ・アーウィンとして名が知れ渡るようになる。
1990年にはスティーブが経営を引き継ぎ、翌1992年にクイーンズランド爬虫類と動物公園およびクロコダイル環境公園を統合し、オーストラリア動物園として、再び名前を変更した。
その後もクロコダイルハンター・スティーブ・アーウィンとしてメディアを利用した手法により、大きく成長を続けるものの、2006年9月4日にスティーブがドキュメンタリーの撮影中にアカエイに刺され、他界した。スティーブの妻であるテリーが跡を引き継いだ。また、スティーブとテリーの子供である、ビンディ、ロバートも動物園の宣伝に関わる。特に、娘のビンディもまたメディアに多数出演し、動物園のマスコットキャラクターとしても活躍している。

## 施設

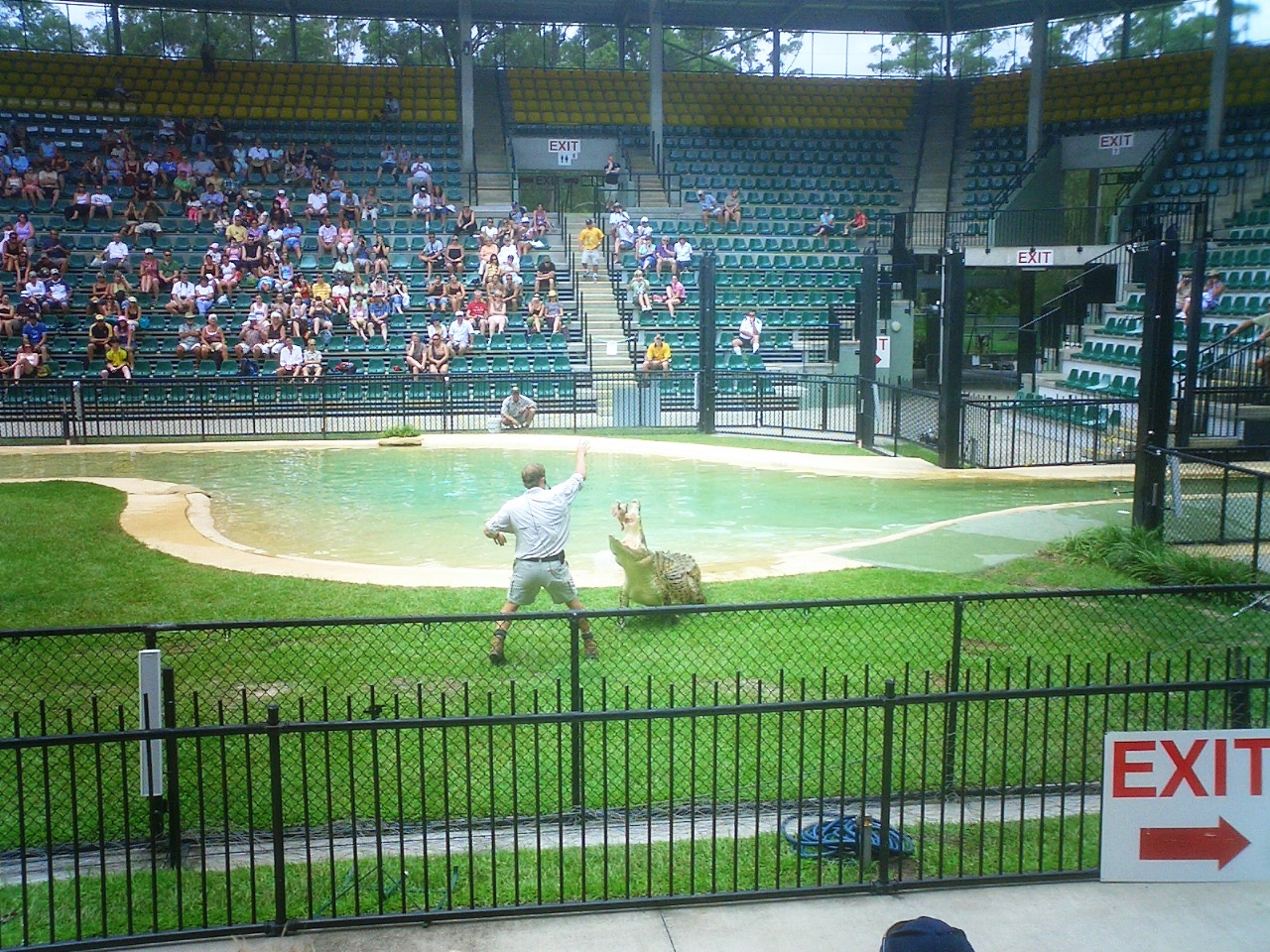
クロコセウムでのショー

- クロコセウム
同動物園の目玉になっているショーである“クロコダイルショー”の他、バードショーをはじめとする動物ショーや、ビンディの誕生日イベントなどを行う施設である。
- タイガー・テンプル
東南アジアの寺院をイメージしたトラの飼育施設。
- エレファンタジア
アジアゾウの飼育施設。

## 代表的な飼育動物
オーストラリアの生き物を中心に、多数飼育している。
- イリエワニ
- オーストラリアワニ
- アメリカアリゲーター : スティーブがワニを抱いている看板や、広告が多数あるが、抱いているワニはアリゲーターである。
- ガラパゴスゾウガメのハリエット : 2006年6月22日に死亡するまで、同園で飼育された。
- オオカンガルー
- アカカンガルー
- クロカンガルー
- アカクビワラビー
- コアラ
- ウォンバット
- タスマニアデビル
- ディンゴ

## ギャラリー

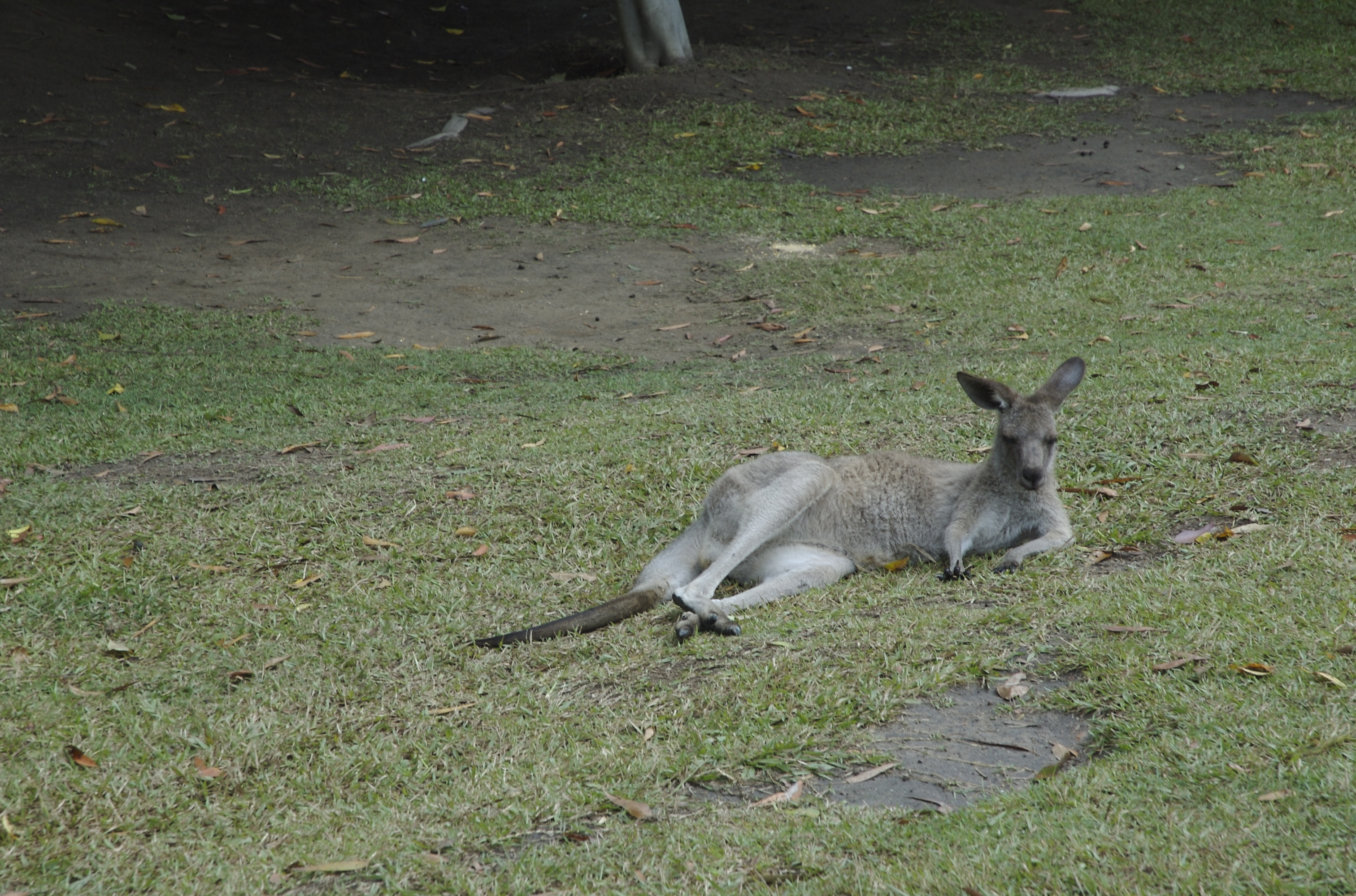
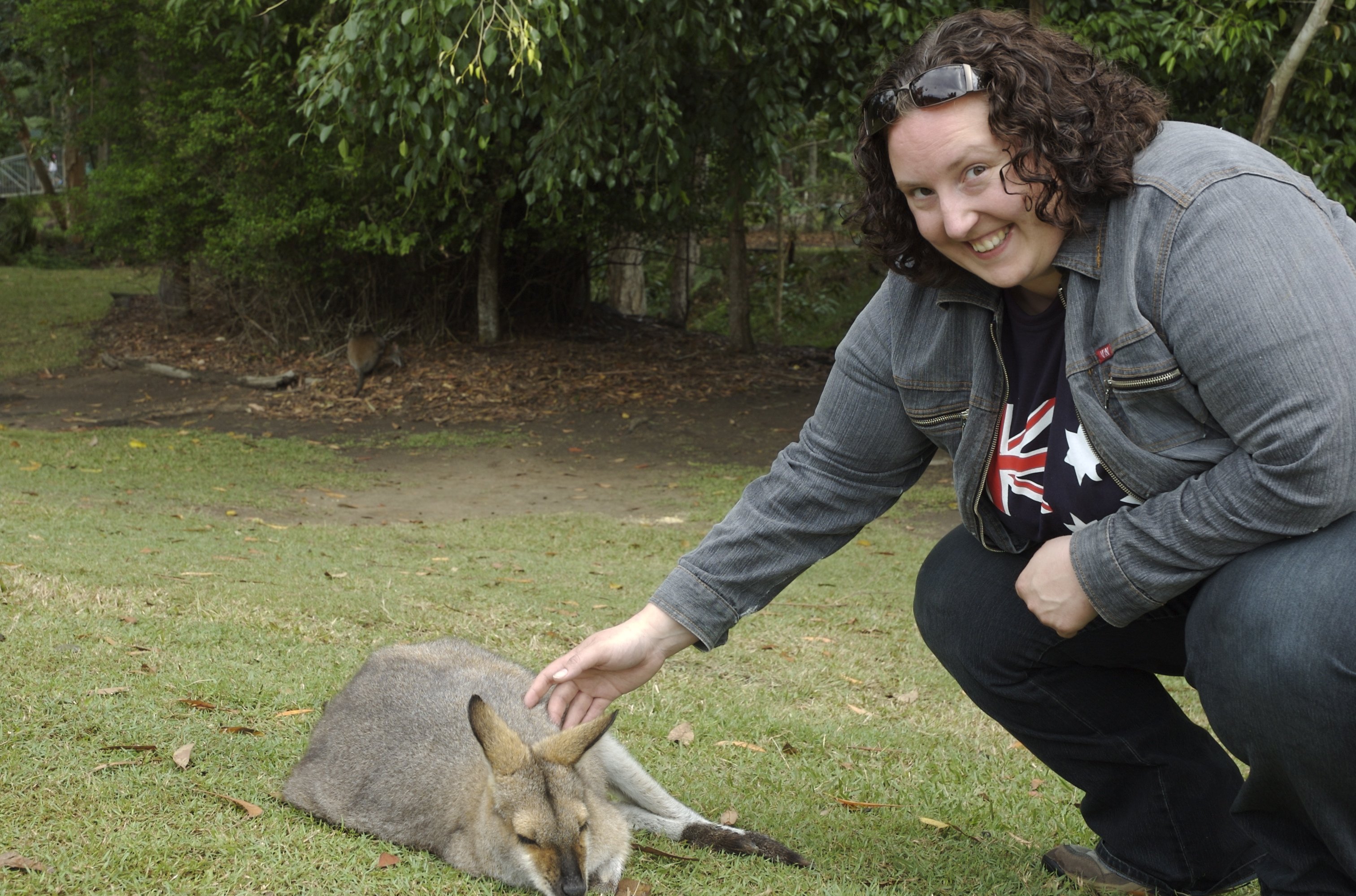
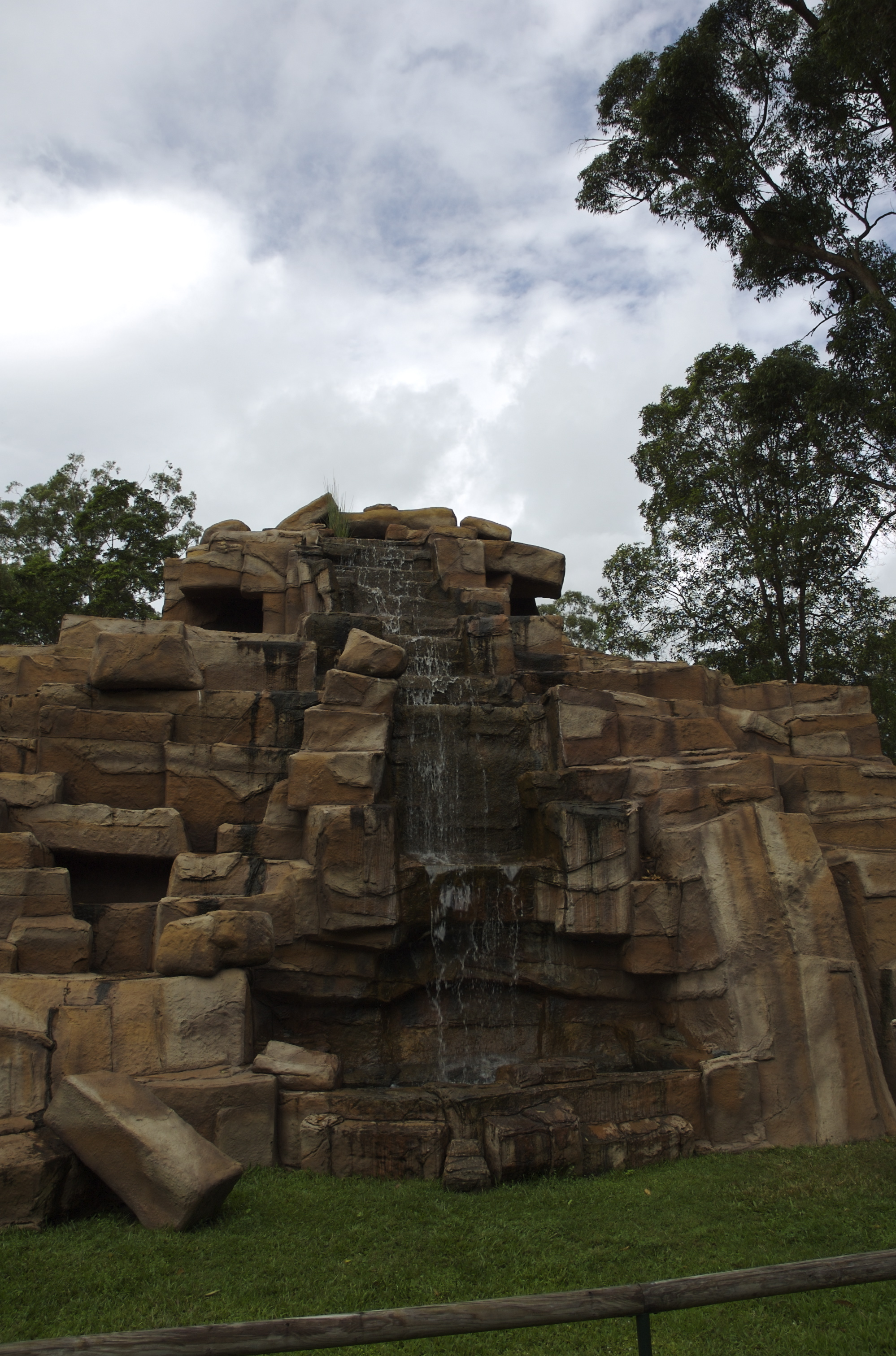
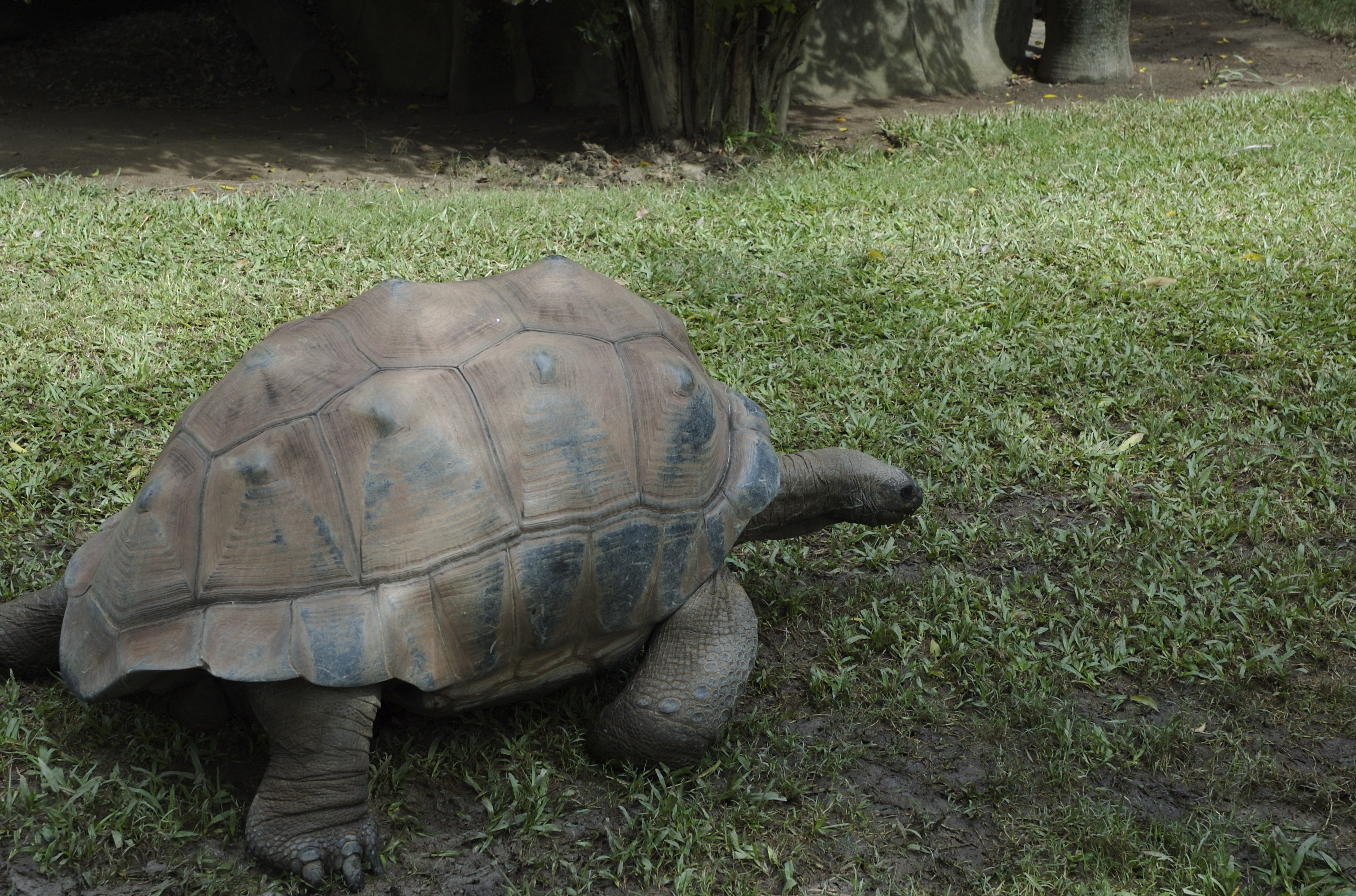
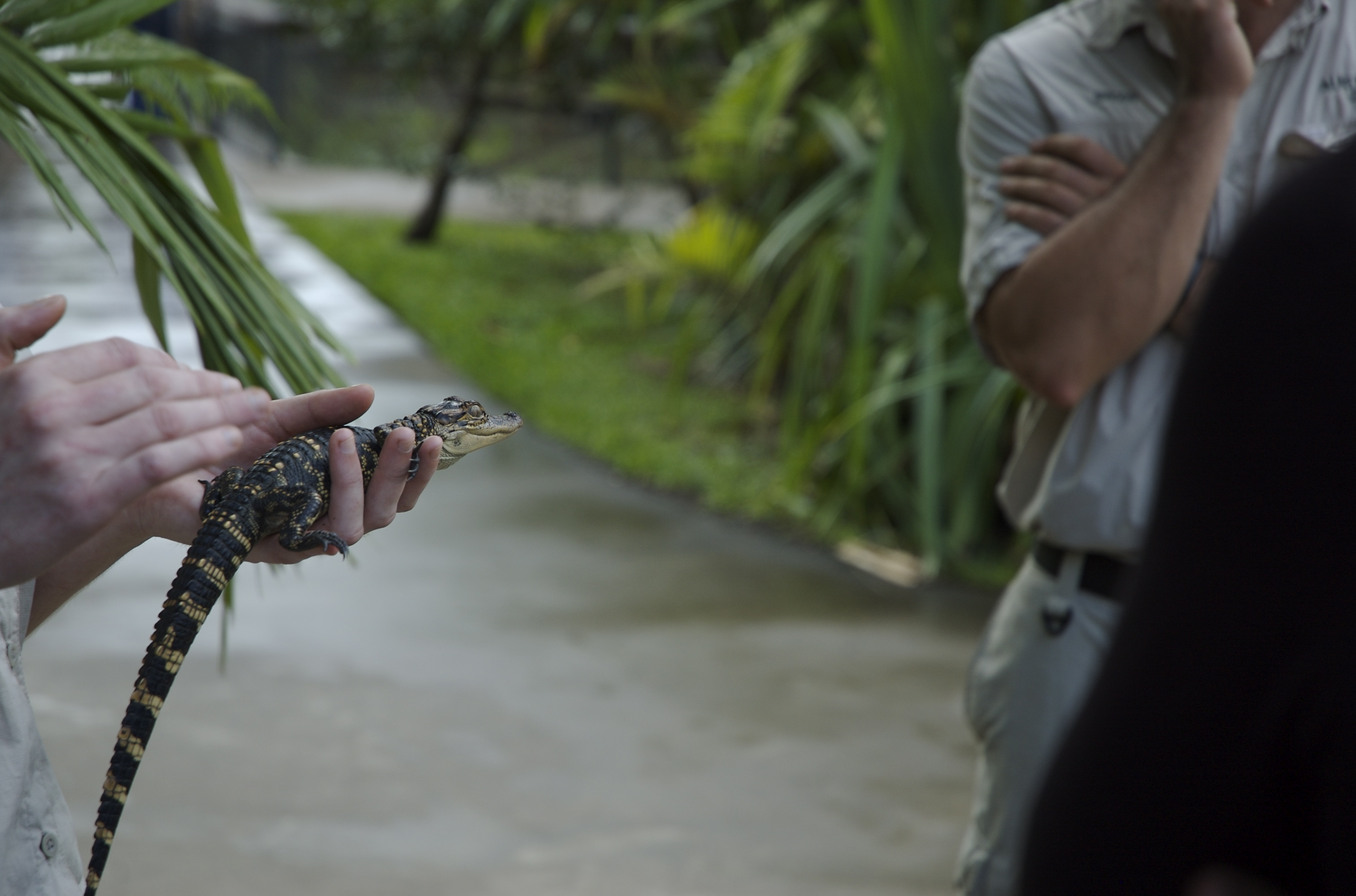